# Cantón de Rambouillet
El cantón de Rambouillet (en francés canton de Rambouillet) es una circunscripción electoral francesa situada en el departamento de Yvelines, de la región de Isla de Francia. La cabecera (bureau centralisateur en francés) está en Rambouillet.

## Historia
Fue creado en 1790, al mismo tiempo que los departamentos. Al aplicar el decreto n.º 2014-214 del 21 de febrero de 2014 sufrió una redistribución comunal con cambios en los límites territoriales.